# Heinrich Greeven
Heinrich Greeven mit Amtskette bei der Eröffnungsrede der Ruhr-Universität, 1965

Link zum Bild

Heinrich Greeven (* 4. Oktober 1906 in Thorn; † 7. Juni 1990 in Bochum) war ein deutscher evangelischer Theologe und Hochschullehrer, der u. a. auf dem Feld der Textkritik forschte. Bekannt ist die von ihm mehrmals neu bearbeitet herausgegebene Synopse.

## Leben
Nach dem Abitur in Bad Kreuznach und dem Studium der Evangelischen Theologie in Tübingen, wo er der Akademischen Verbindung Virtembergia beitrat, arbeitete Greeven ab 1930 an der Universität Greifswald als Studentenpfarrer und konnte dort promovieren und sich habilitieren. Als Mitglied der Bekennenden Kirche wurde er 1937 an die Universität Heidelberg versetzt. Nach Kriegsdienst und Gefangenschaft wurde er 1947 Pfarrer in Heidelberg-Wieblingen, 1948 außerordentlicher Professor in Heidelberg, 1950 Dozent und 1954 Professor an der Theologischen Schule Bethel. Von dort wechselte er 1956 als Ordinarius an die Christian-Albrechts-Universität zu Kiel, wo er 1960/61 als Rektor amtierte. Von 1964 bis zu seiner Emeritierung 1972 lehrte er an der Evangelisch-Theologischen Fakultät der Ruhr-Universität Bochum. Auch dort war er vom 15. Oktober 1965 bis 14. Oktober 1967 Rektor.
Im Ökumenischen Arbeitskreis evangelischer und katholischer Theologen (ÖAK) wirkte er als Mitglied über Jahre hinweg mit und trug zu Veröffentlichungen bei.

## Veröffentlichungen (Auswahl)
als Autor:
- Gebet und Eschatologie im Neuen Testament. Bertelsmann, Gütersloh 1931 (zugleich Diss. Greifswald).
- Das Hauptproblem der Sozialethik in der neueren Stoa und im Urchristentum. Gütersloher Verlagshaus Mohn, Gütersloh 1935 (zugleich Habil. Greifswald).
- Krankheit und Heilung nach dem Neuen Testament. Stuttgart 1948 (= Lebendige Wissenschaft. Band 8).
- Der Urtext des Neuen Testaments. Hirt, Kiel 1960.
- Ehe nach dem Neuen Testament. In: Theologie der Ehe. S. 37 ff. Verlage Friedrich Pustet Regensburg und Vandenhoeck & Ruprecht, Göttingen 1969
- Textkritik des Markusevangeliums. (2005, nach Greevens Tod von Eberhard Güting vollendet).

als Herausgeber:
- Martin Dibelius: An die Kolosser, Epheser, an Philemon (Handbuch zum Neuen Testament 12). 3. Aufl. Mohr, Tübingen 1953.
- Martin Dibelius: Aufsätze zur Apostelgeschichte. 2., unveränd. Aufl. Vandenhoeck & Ruprecht, Göttingen 1953.
- Die Frau im Beruf. Furche-Verlag, Hamburg 1954.
- Martin Dibelius: Der Brief des Jakobus (Kritisch-exegetischer Kommentar über das Neue Testament; 15). 8., durchges. Aufl. mit einem Ergänzungsheft. Vandenhoeck & Ruprecht, Göttingen 1956.
- Albert Huck: Synopse der drei ersten Evangelien: mit Beigabe der johanneischen Parallelstellen. 13., völlig neu bearb. Aufl. Mohr, Tübingen 1981.